# L. Q. 존스
저스터스 엘리스 매퀸 주니어(Justus Ellis McQueen Jr. 1927년 8월 19일~2022년 7월 9일)는 활동명 L. Q. 존스(L. Q. Jones)로 알려져있는 미국의 배우, 영화 감독이다. 미국 텍사스주 보몬트에서 태어났다. 예명 L. Q. 존스는 데뷔작 《애욕과 전장》의 배역명에서 따왔다.

## 출연 작품

### 영화
- 《프레리 홈 컴패니언》(2006년) - 척 애커스 역
- 《루트 666》(2001년)
- 《잭 불》(1999년) - 헨리 발라드 역
- 《패트리어트》(1998년) - 프랭크 역
- 《마스크 오브 조로》(1998년) - 쓰리-핑거드 잭 역
- 《디 엣지》(1997년)
- 《인 콜드 블러드》(1996년)
- 《카지노》(1995년) - 팻 웹 역
- 《라이트닝 잭》(1994년)
- 《머나먼 아마존강》(1989년)
- 《고독한 늑대》(1983년)
- 《타임라이더》(1982년) - 벤 포터 역
- 《공포의 기억》(1982년)
- 《소년과 개》(1975년) - 액터 인 포르노 필름 역
- 《하이웨이 인생》(1975년)
- 《관계의 종말》(1973년)
- 《헌팅 파티》(1971년)
- 《케이블 호그의 발라드》(1970년)
- 《와일드 번치》(1969년) - T.C 역
- 《스테이 어웨이, 조》(1968년)
- 《집행자》(1967년)
- 《던디 소령》(1965년)
- 《지옥의 영웅들》(1962년)
- 《하오의 결투》(1962년)
- 《플레이밍 스타》(1960년)
- 《시머론》(1960년)
- 《워락》(1959년)
- 《하운드-독 맨》(1959년)
- 《부캐넌의 고독한 질주》(1958년)
- 《오퍼레이션 매드 볼》(1957년)
- 《서부의 파라딘》(1957년)
- 《낙동강전투 최후의 고지전》(1957년)
- 《산티아고》(1956년)
- 《천국과 지옥》(1956년)
- 《애너폴리스 스토리》(1955년)
- 《애욕과 전장》(1955년)

### 텔레비전
- 샤이안 (1955)
- 달려라 래시 (1958-62)
- 페리 메이슨 (1958, 1963)
- FBI (1967, 1971)
- 딜론 보안관 (1969, 1972)
- 아이언사이드 (1973, 1974)
- 미녀 삼총사 (1976, 1978)
- 기동순찰대 (1978)
- 형사 콜롬보 (1978)
- 두 얼굴의 사나이 헐크 (1979)
- 해저드 마을의 듀크 가족 (1979, 1982)
- 더 폴 가이 (1982)
- 레니게이드 (1994-96)